# Alexander Van der Bellen
Alexander Van der Bellen   (Viena, 18 de gener de 1944) (pronunciació alemanya: [ˌalɛˈksandɐ ˈfan ˌdɛɐ̯ ˈbɛ̯lən] és un polític i economista austríac, i el president d'Àustria.
Van der Bellen és un professor retirat d'economia de la Universitat de Viena. Conegut per ser un membre del Partit Verd austríac, va ser membre del Consell Nacional de 1994 a 2012, i era president del grup parlamentari i portaveu federal del seu partit de 1997 a 2008. Va concórrer com a candidat independent amb el suport del Partit Verd en les eleccions presidencials de 2016, i va acabar segon de sis en la primera volta abans de guanyar la segona volta en detriment de Norbert Hofer, un membre del ultrardetà Partit Liberal d'Àustria. En la segona volta Van der Bellen s'imposà per uns 50,35% dels vots davant un 49,65% de Norbert Hofer. Tot i això els resultats foren impugnats per Hofer, i finalment el Tribunal Constitucional anul·là els resultats de la segona volta i obligà a repetir les eleccions per al 4 de desembre del mateix any. Finalment Van der Bellen s'imposà a Hofer amb el 53,8% dels vots en la repetició de la segona volta.
Van der Bellen dona suport a polítiques verdes i social liberals, i és proeuropeista.

## Primers anys
Van der Bellen va néixer a Viena, fill d'un pare aristocràtic rus d'origen holandesa i una mare estoniana, ambdós refugiats de l'estalinisme. La família Van der Bellen prové d'un cristaller holandès que va emigrar dels Països Baixos a l'Imperi rus al voltant 1763. A Rússia, la família Van der Bellen es va ennoblir, i pertanyia a l'opulent burgesia de l'àrea de Pskov, i l'avi d'Alexander Van der Bellen, també anomenat Alexander Van der Bellen, era un polític liberal cap del govern local de Pskov abans de la Revolució d'octubre. El 1919 els avis de Van der Bellen, el pare i els oncles van fugir dels bolxevics i es van establir a la recentment independitzada República d'Estònia. El nom familiar s'escrivia von der Bellen a la Rússia Imperial, però la família el va canviar per van der Bellen en deixar Rússia.
El 1934 el pare d'Alexander Van der Bellen, anomenat també Alexander Van der Bellen, va esdevenir ciutadà estonià, i es va casar amb la també ciutadana estoniana, Alma. Quan Estònia va ser envaïda per la Unió soviètica el 1940, Alexander i Alma Van de Bellen van emigrar a Prússia Oriental, Alemanya, on van acabar en un camp de refugiats. Finalment es van establir a Viena, on va néixer el seu fill, abans que un altre cop fugissin de l'Exèrcit Roig i arribessin al Tirol, on Alexander Van der Bellen va passar la seva infantesa. Ell s'autodescriu com a "nen de refugiats".

## Carrera
El 1962 es va graduar a l'Akademisches Gymnasium d'Innsbruck. Va estudiar Economia a la Universitat d'Innsbruck i va doctorar-se el 1970. Del 1968 al 1970 va treballar d'assistent a l'Institut für Finanzwissenschaft de la mateixa universitat, i del 1972 al 1974 a l' Internationales Institut für Management und Verwaltung de Berlín. Va obtenir l'habilitació el 1975.
El 1976 va ser nomenat professor associat de la Universitat d'Innsbruck. El 1980, va esdevenir professor d'economia a la Universitat de Viena. Va ocupar, tot seguit, la cadira d'economia just allà. Del 1990 al 1994 va ser degà de la facultat de ciències social i economia a la Universitat de Viena.
Antic membre del Partit Socialdemòcrata d'Àustria, Van der Bellen va esdevenir membre del Consell Nacional d'Àustria (Nationalrat) pel Partit Verd Austríac el 1994. El 1997 va esdevenir el seu protaveu, i el 1999 el president del grup parlamentari dels Verds al Consell Nacional. Es va retirar després que en les eleccions legislatives austríaques de 2008, el partit dels verds perdessin vots per primer cop a la dècada. El 2010 va esdevenir Comissionari de la Ciutat de Viena per les Universitats i la Recerca, i el 2012 va deixar el Parlament i es va unir a l'Ajuntament de Viena.
Van der Bellen dona ple suport a la Unió Europea, i va propognar el Federalisme europeu en un llibre de 2015.
En tots els rànquings de popularitat, Van der Bellen sempre ha obtingut millor puntuació que el partit que representa.

## President
Va concórrer com a candidat independent amb el suport del Partit dels Verds en les eleccions presidencials austríaques de 2016, i va quedar segon en la primera volta, abans de guanyar la segona volta, contra el candidat del partit d'ultradreta Norbert Hofer.

## Vida personal
Van der Bellen està casat per segona vegada i té dos fills adults amb la seva primera dona. És un reconegut fumador. Va ser criat en la religió luterana, però ha deixat de practicar o creure en Déu, i es professa com un seguidor secular dels preceptes morals del Nou Testament.

## Premis
El maig de 2004, Van der Bellen va rebre l'Gran Condecoració d'Honor en Or amb Estrella pels seus serveis a la república austríaca.